# 真宗大谷派吉崎別院
真宗大谷派吉崎別院（しんしゅうおおたにはよしざきべついん）は、福井県あわら市吉崎にある真宗大谷派（東本願寺）の別院である。

## 概要
蓮如が建立した坊舎跡地（通称：御山（おやま）現在は国指定史跡）の眼下に建つ木造建ての寺院。今でも蓮如の由緒地に建つ寺院として、毎年遠近を問わずにたくさんの参詣者で賑わう。
京都市の「真宗本廟（通称、東本願寺）」を本山と仰ぐ。

## 境内
- 本堂 - 阿弥陀堂。
- 会館 - 寺務所や展示室がある。
- 蓮師堂 - 屋外にある蓮如銅像を覆う祠。
- 宝物館 - 展示室とは別に寺宝を蔵している。
- 鐘楼堂
- 山門

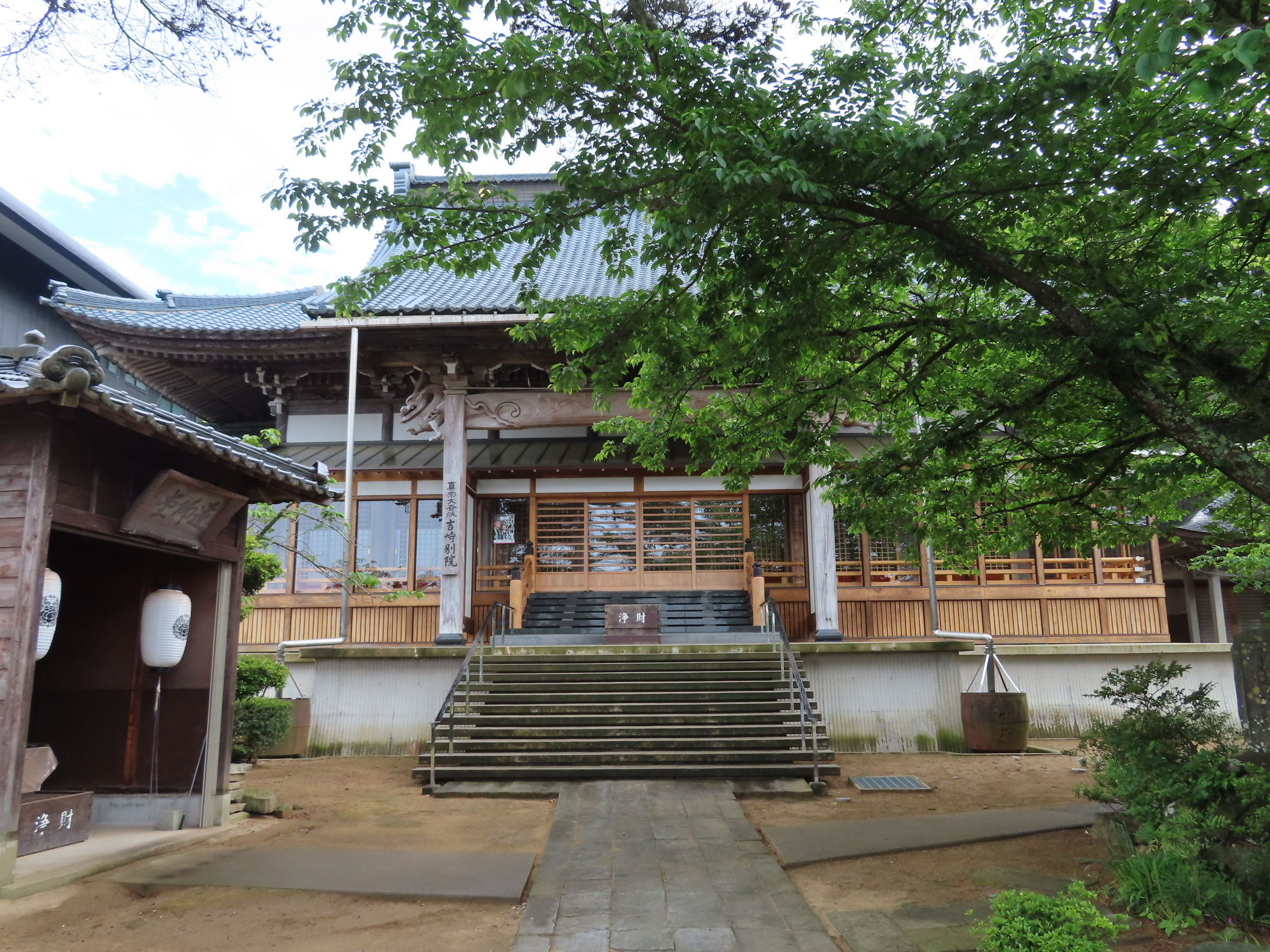
本堂
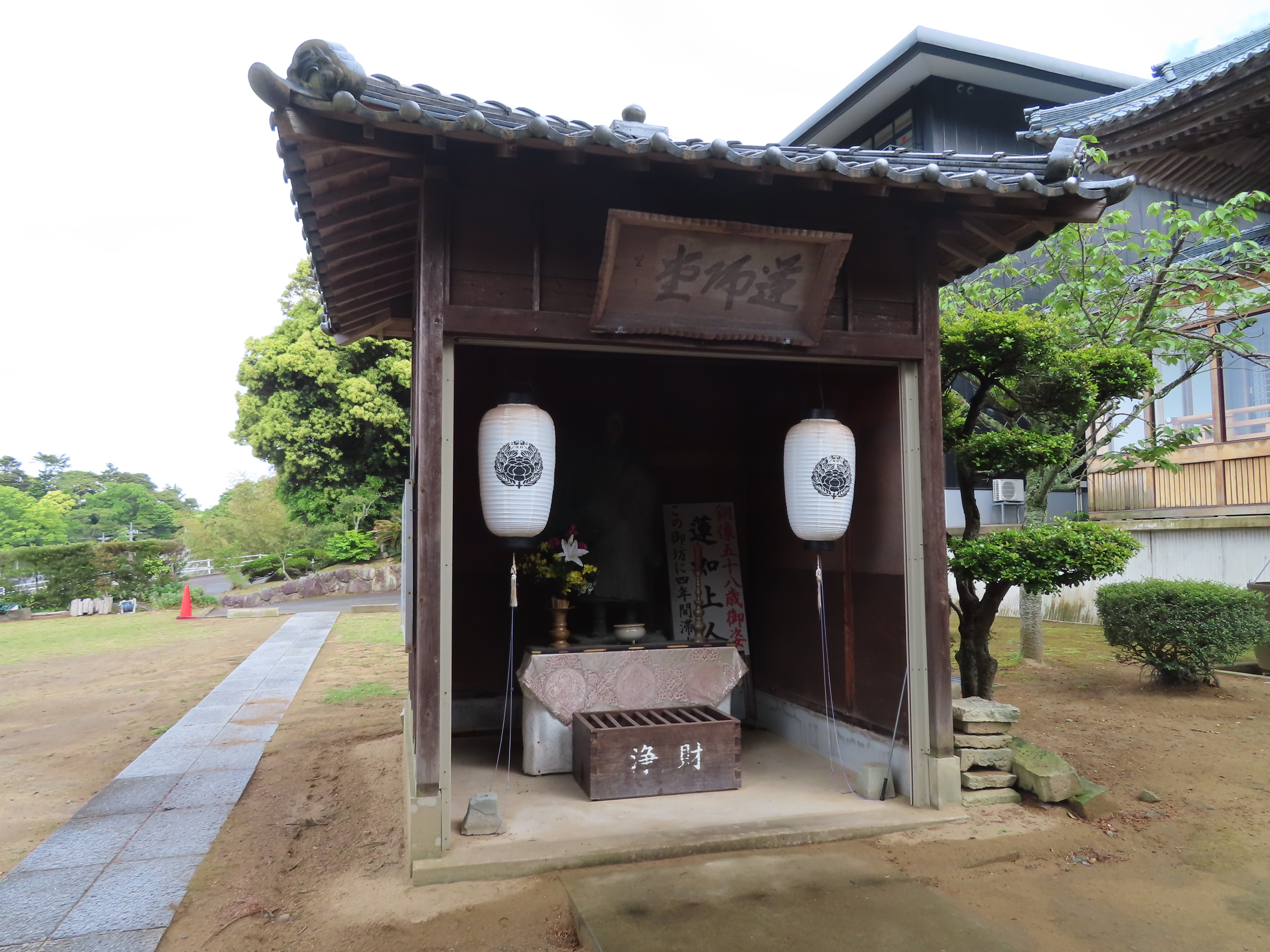
蓮師堂
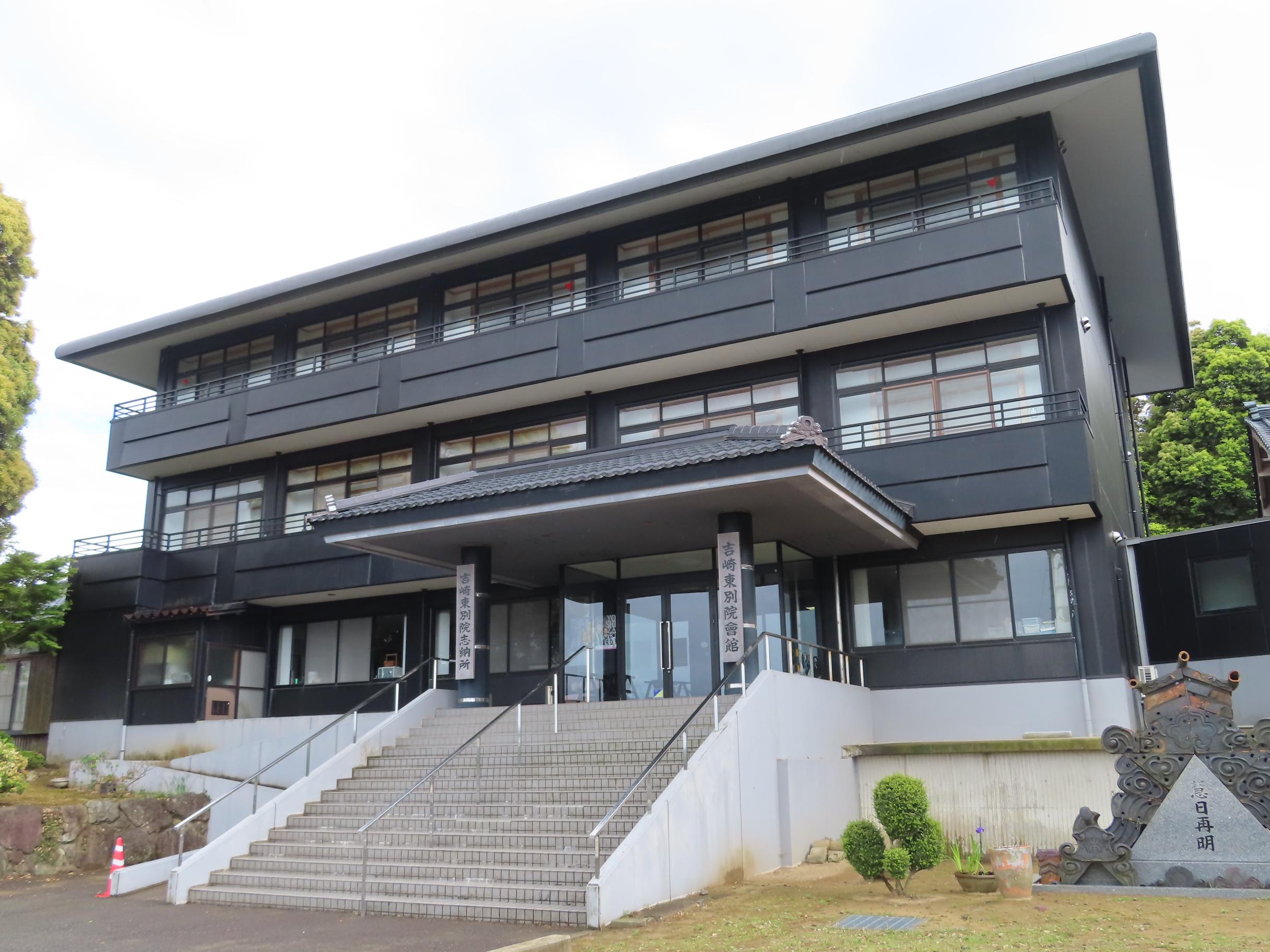
会館

## 歴史
起源は吉崎御坊に始まる。寺院公式サイトによる。
- 1596―1615年（慶長年中）本願寺が東西に分立すると、吉崎門徒の大半は東本願寺に帰した。東本願寺の教如は慶長16年に、蓮如の影像に裏書染筆して惣道場講仏とし、金津永宮寺を中心に門徒達は1615―24年（元和年中）より毎年3月25日の蓮如忌日に吉崎山上（坊舎跡地）に仮屋を建て、蓮如影像を掛けて法事を勤めていたとされている。
- 1673年（寛文13）東本願寺が吉崎山上への本堂建立を福井藩に願い出る。これに反発した西本願寺が異議を申し出て、東西両本願寺の争論へ発展する。福井藩はこれを幕府の裁定に委ねる。
- 1677年（延宝5）幕府の裁定が下り、「吉崎山上ヘ寺再興之企之時、公儀へ届無之段東方越度ニ而候事」「東方ヨリ三月廿五日之法事七十年以来無懈怠相勤候ヲ、西之旧跡ト存候ハハ可相改処、其通ニ而差置候儀越度ニ而候事」などとし、「論所之旧跡依為要害地破却被仰付候」と命じている。山上は要害の地であるとの理由で、両派ともに蓮如旧跡への本堂建立は禁止され、両派の吉崎御坊は山下に建立されることになる。
- 1721年（享保6） - 本山掛所吉崎御坊を建てる。
- 1747年（延享4） - 本堂を再建し、現在の真宗大谷派吉崎別院となる。
- 1882年（明治15） - 吉崎山上は東西両派の共有地として定められる。
- 2021年9月19日 - 東西合同の吉崎御坊開創550年記念法要実行委員会によるお待ち受け法要を吉崎山上の蓮如上人銅像前で修行。東別院輪番が導師をつとめ、西別院輪番が法話を行った[2][3]。

## アクセス
- 西日本旅客鉄道（JR西日本）北陸新幹線・IRいしかわ鉄道線加賀温泉駅またはIRいしかわ鉄道線・ハピラインふくい線大聖寺駅より、北鉄加賀バス「吉崎」バス停留所下車、徒歩2分。本数が少ない。
- 西日本旅客鉄道（JR西日本）北陸新幹線・ハピラインふくい線芦原温泉駅またはえちぜん鉄道三国芦原線あわら湯のまち駅より、あわら市観光タクシー「あわらぐるっとタクシー」（デマンド型交通、要予約）にて「道の駅蓮如の里あわら」下車。
- 小松空港から、車で40分。
- 北陸自動車道加賀インターより、車で25分。